# 吳鎮 (清朝)
吴镇（1721—1797年），字信辰，号松厓，别号松花道人，甘肃临洮人。
十七岁补临洮府学弟子员。乾隆辛酉（1741年）拔贡，從學牛运震於兰山书院。乾隆庚午（1750年）中舉，歷任陝西耀州學正、韓城教諭、山东陵县知县，累官湖南沅州知府。因得罪權貴而罷官。罢官之后，在兰山书院任主讲八年，常与袁枚、王鸣盛、姚颐、杨芳灿等人相互赠诗。擅长诗文，被誉为“西州诗学之大宗”，為关陇诗坛领袖，嘉庆二年（1797年），病卒。有《松花庵全集》存世。